# X.400
X.400, oft auch Message Handling System (MHS) genannt, ist ein E-Mail-System auf Basis des OSI-Modell und eine Alternative zu Internet-E-Mail.
Der Standard wurde 1984 durch die CCITT (heute ITU) herausgegeben und 1988 erweitert. Die ISO bezeichnet das System in ihrer Norm ISO 10021, die auf dem Standard von 1988 basiert, als Message Oriented Text Interchange System (MOTIS).
In Deutschland ist X.400 häufig noch unter dem alten Markennamen Telebox400 der Deutschen Bundespost bekannt. Inzwischen bezeichnet die Nachfolgerin Deutsche Telekom es als BusinessMail X.400.
X.400 wird häufig für die Übertragung von EDI-Nachrichten, z. B. im europäischen Lebensmittelhandel, eingesetzt.
Der Zugang zum Message Store erfolgt ab X.400 (1988) über das in X.419 definierte P7-Protokoll vom User Agent (UA) zum Message Store (MS). Der Mitteilungsaustausch erfolgt mittels eines Message Transfer System (MTS), welches aus einem oder mehreren Message Transfer Agent (MTA) und Gateways zu Nicht-X.400-Systemen bestehen kann.
Die Telekom Deutschland GmbH bietet zur Übermittlung der Nachrichten auch einen Client an, der auf dem Protokoll P7 basierend Messages übermitteln kann. Diese Client-Software nennt sich Filework für Windows (alle Versionen) und liegt mittlerweile in der Version 5.2.2 vor. Ebenso hat Filework eine Script-Schnittstelle, mit der das Programm selbständig Nachrichten in beide Richtungen übermittelt und entsprechend verarbeitet.
Der MTA ist die zentrale Komponente für den Mitteilungsaustausch mit anderen X.400-Systemen. Mittels vorab konfigurierter Routinginformationen entscheidet der MTA anhand der X.400-Zieladresse, über welchen Weg die Mitteilungen an den Empfänger weitergeleitet werden. Eine X.400-Adresse hat eine hierarchische Struktur und identifiziert Absender und Empfänger eindeutig.
Seit dem 1. Juli 2012 können auch SMTP-MTA's mit dem BusinessMail X.400-System vernetzt werden. Damit wird die Konnektivität auf aktuelle, gängige E-Mailserver wie z. B. sendmail oder postfix, die Bestandteil eines jeden Linux-Systems sind, erheblich erweitert.
Das steigert die Kompatibilität zu anderen Systemen und senkt gleichzeitig die Servicekosten beim Kunden.
Im Gegensatz zu Internet-E-Mail gibt es im weltweiten X.400-Netz nur namentlich bekannte Domänenbetreiber und nachvollziehbare Wege, auf denen die Nachrichten durch das Netz bewegt werden. Aus diesem Grund wird bei der Verwendung von X.400 teilweise auf eine Verschlüsselung der Nachrichten verzichtet.
X.400 ist neben AS2 eine der häufigsten Kommunikationsformen, die im professionellen elektronischen Datenaustausch verwendet werden. Ob ein Unternehmen X.400 oder AS2 einsetzt, entscheidet sich danach, wie das Unternehmen bestimmte Betriebskosten gewichtet und welche EDI-Infrastruktur es besitzt. Mit AS2 lassen sich die Gebühren beim Provider für den X.400-Service einsparen. Dieser Einsparung steht ein höherer Aufwand im eigenen Hause für die Verwaltung der regelmäßig zu erneuernden, partnerindividuellen Zertifikate und der Betrieb eines unterbrechungsfreien eigenen EDI-Systems gegenüber. Bei X.400 steht der X.400-Provider zwischen zwei EDI-Systemen, so dass beide Partner nicht direkt miteinander kommunizieren. Ebenso sind Verbindungstests bei neuer Partneranbindung oder auch die Behebung von Verbindungsstörungen bei X.400 einfacher, weil diese abstrahiert ist vom direkten Kommunikationspartner.
Seit Beginn des Jahres 2014 gibt es einen kostenlosen Pilotbetrieb für die Einführung des Odette File Transfer Protokolls (OFTP). OFTP wird als Übertragungsprotokoll vor allem beim elektronischen Geschäftsdatenaustausch in der Automobilindustrie, also zwischen den Automobilherstellern und deren Zulieferern, sowie Banken benutzt.
Ab dem 1. Oktober 2015 wurde der OFTP-Zugang offiziell in den Produktivbetrieb überführt und auch angeboten.
Im Rahmen des Deutschen Forschungsnetzes, an dem die meisten akademischen Einrichtungen beteiligt waren, wurde ab 1985 ein X.400-konformes Produkt mit dem Namen EAN angeboten. Entsprechend den Notwendigkeiten des Wissenschaftsbetriebs gab es in dem Verbund Gateways zum BITNET bzw. EARN sowie zum Internet. Wegen der weltweiten Dominanz der TCP/IP-basierten Anwendungen wurde das Produkt bereits in den frühen 1990er Jahren obsolet.

## Normen und Standards
Die folgenden Empfehlungen wurden unter Kontrolle der CCITT entwickelt und von der ITU (CCITT) ratifiziert. Sie bilden den Standard X.400 (1988), welcher den Standard X.400 (1984) erweitert.
- Recommendation X.400, Message Handling: System und Service Overview, ITU (CCITT) Blue Book, Fascicle VIII.7, International Telecommunications Union, 1988 (vgl. ISO 10021-1)
- Recommendation X.402, Message Handling Systems: Overall Architecture, (vgl. ISO 10021-2)
- Recommendation X.403, Message Handling Systems: Conformance Testing
- Recommendation X.407, Message Handling Systems: Abstract Service Definition Conventions (vgl. ISO 10021-3)
- Recommendation X.408, Message Handling Systems: Encoded Information Type Conversion Rules (vgl. ISO 10021-1)
- Recommendation X.411, Message Handling Systems: Message Transfer System: Abstract Service Definition und Procedures (vgl. ISO 10021-4)
- Recommendation X.413, Message Handling Systems: Message Store: Abstract Service definition (vgl. ISO 10021-5)
- Recommendation X.419, Message Handling Systems: Protocol Specifications (vgl. ISO 10021-6)
- Recommendation X.420, Message Handling Systems: Interpersonal Messaging System (vgl. ISO 10021-7)
- MHS Implementor’s Guide, Version 5, Quelle: ITU (CCITT) Special Rapporteur Group on Message Handling Systems (Question 18/VII) und ISO/IEC JTC 1/SC 18/WG 4 SWG on Messaging, ITU, 22. Februar 1991